# 詹姆斯·W·凱斯
詹姆斯·W·凱斯（英語：James W. Keyes）是一名美國企業家，現任Wild Oats Markets董事長。此前，凱斯曾任7-Eleven執行長、百視達董事長兼執行長。

## 教育
凱斯以優異成績畢業於聖十字學院，獲得學士學位。1980年，他獲得哥倫比亞商學院企業管理碩士學位。

## 職業生涯
1980年至1985年，凱斯在海灣石油公司（現稱為雪佛龍）工作。他於1985年加入CITGO石油公司，該公司當時是7-Eleven的子公司。1996年5月，他成為7-Eleven的財務長。1998年，他成為該公司的營運長。
2000年，凱斯被任命為7-Eleven總裁兼執行長，並擔任此職至2005年。當7-Eleven出售給Seven & I Holdings公司時，他從該公司退休。身為總裁兼首席執行官，凱斯採用新的零售系統技術，並改善了產品分類決策。
凱斯於2007年至2011年擔任百視達的董事長兼執行長，他是由投資人兼百事達董事會成員卡爾·伊坎引入該公司的。2007年，凱斯幫助百視達收購串流影音服務Movielink，與Netflix和Apple TV競爭。凱斯選擇將重點從網路轉向門市，並試圖透過恢復滯納金等措施改善公司的財務狀況。凱斯將公司的困境歸咎於既要發展公司以取悅伊坎，又要償還2009年的10億美元債務，而金融危機導致再融資非常困難。凱斯在公司申請破產後領導公司，並促成向Dish Network的出售。
凱斯是「教育即自由」基金會的創始人，該基金會為努力學習的年輕學生提供大學獎學金。
凱斯自2013年8月起擔任墨菲美國公司董事。
凱斯是眾多民間委員會的成員，包括美國紅十字會全國理事會、柯柏研究所和達拉斯教育基金會。

## 榮譽
2005年，凱斯獲得霍雷肖·阿爾傑獎，該獎授予那些「誠實、勤奮、自立和堅韌不拔」的社區領袖。2008年，他被授予埃利斯島榮譽獎章。